# El Renacimiento (revista)
El Renacimiento fue una revista literaria de México de periodicidad semanal, considerada como una de las publicaciones literarias más sobresaliente del siglo XIX tanto por su contenido literario como tipográfico, siendo una selección representativa de los diferentes géneros literarios que había en la época. Su relevancia cultural se relaciona con la variedad de ideas que se expresaban por medio de ensayos, poemas, crónicas y reseñas.
El 2 de enero de 1869, apareció el primer número de la revista, fundada por Ignacio Manuel Altamirano y Gonzalo A. Esteva y apoyada económicamente por este último, funcionario de la Secretaría de Relaciones Exteriores. Ambos fueron directores durante medio año, el resto prosiguió Ignacio Manuel Altamirano con la administración de los impresores Francisco Díaz de León y Santiago White además de la aportación literaria de más de sesenta escritores del país de todas las tendencias literarias. Se continuó publicando un año después de que el editor Ignacio Manuel Altamirano pero ya no tuvo éxito

## Objetivo

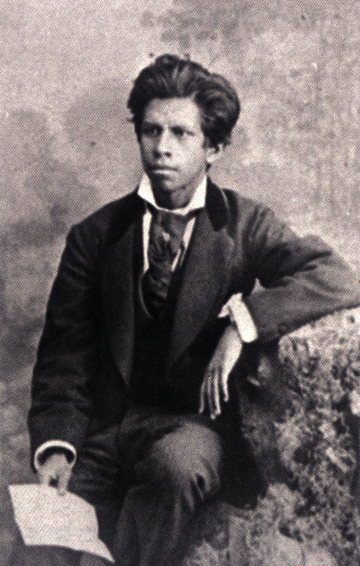
Ignacio Manuel Altamirano, fundador y editor de El Renacimiento

El título de la revista representaba su intención de ser, se buscaba renacer de las cenizas que había dejado los años de guerra. 
Altamirano buscaba que la literatura mexicana fuera nacional de contenido pero con base en las ideas universales y fuere elemento de integración cultural de la nación. Se dio cuenta de la necesidad de una literatura responsable, con un carácter definido y propio.
Las propuestas que movieron a realizar esta revista eran ser un medio de expresión y comunicación entre los escritores y creadores sin tomar en cuenta credos, actitudes y nacionalidades.
Tras todo el periodo de luchas e invasiones, había mucho que decir, lo que faltaba era fomentar con entusiasmo el fluir de esas ideas, de formas originales, que le dieran carácter a la literatura del país.

## Antecedentes
El país estaba en un constante periodo de guerras, constantes enfrentamientos entre liberales y conservadores, lo cual afectaba en todos los ámbitos y el desarrollo del país. Era necesario un intento de paz entre los mexicanos, que dejaran las armas y se unieran para el progreso común del país.
Un año antes de la publicación de la revista, Altamirano fundó las Veladas Literarias, después de haber escuchado una pieza de Enrique Olavarría. Este es el antecedente directo de las nuevas voces mexicanas que influyeron más tarde. Durante estas veladas, los jóvenes emprendedores, con Altamirano dando la iniciativa, decidieron crear un órgano serio, organizado y comprometido con las letras con el que se declararía la independencia cultural de México.

## Contexto histórico
Muerto Maximiliano de Habsburgo y restaurada la república, aunque su periodo constitucional había acabado, Benito Juárez asumió la presidencia. Cuando regresó el presidente a la Ciudad de México, el liberalismo ilustrado fue reuniéndose; Ignacio Ramírez, Francisco Zarco, Guillermo Prieto, Vicente Riva Palacio y Altamirano,  prestigioso entre los jóvenes escritores, puente entre la vieja y la nueva generación que formaban, entre otros, Justo Sierra, Manuel Acuña, Luis Gonzaga Ortiz, Manuel M. Flores, Agustín F. Cuenca y Juan de Dios Peza.
Todos ellos vivieron la agitación política de 1867 ocasionada por la convocatoria a elecciones por Juárez. El periodo de Juárez ya había terminado, un poco antes del comienzo de la reconquista, y ahora era necesario el voto que lo reeligiera, ya fuese por Sebastián Lerdo de Tejada, o por Porfirio Díaz, quien le simpatizaba a los conservadores indultados y a extranjeros residentes, además contaba con el apoyo de los liberales oposicionistas. Riva Palacio estaba a cargo de La Orquesta, un periódico político de oposición popular. Zarco, desde el siglo XIX, quería mediar entre los bandos, para evitar poner en peligro al país si esto no sucedía. Las cosas no pasaron a mayores y Juárez se reeligió. Porfirio Díaz se fue a Oaxaca, y todos se dedicaron a la restauración de la República.
Las grandes polémicas y críticas al gobierno viajaban con libertad.  En este ambiente de inquietudes, calma militar aunque no política y de democracia relativa, surge la revista El Renacimiento.
Al culminarse la caída del imperio se incrementó el nacionalismo, estimulante de las letras de ese tiempo. Surgió un grupo literario conformado por un conjunto de escritores, en su mayoría jóvenes, de todas las tendencias políticas y literarias, comandados por una gran figura literaria, Altamirano

## Importancia histórica
Como movimiento nacionalista, tuvo como meta la reconciliación de la cultura nacional, en particular, liberales y conservadores. Fue un llamado a abandonar la guerra y la violencia, cambiándolo por la pluma, que representaría la unión de una sola voz mexicana. Fue el primer intento de paz que se realizó para limar las asperezas de las diferentes fracciones. 
La revista representa un hecho importante en la historia de la literatura mexicana. Altamirano pretendía juntar inteligencias de todo tipo logrando la primera gran obra de reconstrucción nacional. Concilió escritores de todos los bandos: románticos, neoclásicos y eclécticos, conservadores y liberales, juaristas y progresistas, figuras consagradas y novatos de las letras, poetas bohemios, renombrados ensayistas, historiadores y hombres de ciencia.
Para Justo Sierra, su significación histórica estriba en lo que él llamó: “emancipación paulatina de lo europeo”.

## Contenido
Hesiquio Iriarte, el encargado de las litografías para la revista, hizo la portada de la revista del primer número, siendo esta un grabado de un Ave Fénix precisamente renaciendo de las cenizas, como símbolo del renacimiento de México y su literatura.
En la primera introducción, Altamirano lamenta la poca producción de trabajos literarios en los últimos años de guerra con excepción de algunos declarando lo siguiente: “Con el objeto, pues, de que haya en la capital de la República un órgano de estos trabajos (literarios), un foco de entusiasmo y de animación para la juventud estudiosa de México, hemos fundado este periódico. La misma familia literaria que estableció las primeras reuniones el año pasado, es la que bien hoy a patrocinar y a plantear este joven árbol, que no arraigará sino con la protección generosa de nuestros compatriotas que no pueden ver con indiferencia los adelantos de su país. Lo esperamos llenos de confianza en el porvenir, y no omitiremos medio alguno para ponernos a la altura de la misión que nos hemos propuesto desempeñar, supliendo nuestra falta de inteligencia con nuestros esfuerzos y buena voluntad […] Mezclando lo útil con lo dulce, según la recomendación del poeta, daremos en cada entrega artículos históricos, biográficos, descripciones de nuestro país, estudios históricos y morales”.
La revista era imparcial y sin colaboraciones o compromisos interesados. En general, en las secciones se recogen las costumbres, ideas y sentimientos de la nación, así como crónicas sobre bailes, festines, celebraciones, fundaciones y sociedades, obras de teatro, conciertos, decesos, o aparición de publicaciones. 
En un principio solo había dos secciones definidas: la Crónica de la semana y la Revista de teatros de la que se encargaba Manuel Peredo. Más tarde se agregó el boletín bibliográfico, que daba a conocer los títulos de libros publicados recientemente, y apuntes biográficos, con textos dedicados a autores destacados de la literatura nacional y extranjera. 
La parte de ficción, poesía o tratados de historia se intercalaba entre todo lo demás. Destacan en la poesía poemas escritos por mujeres melancólicas. En los escritos de ficción predominan los que hablan de los males sociales y la problemática nacional. 
Se ofrecía a los lectores la reedición de “novelas de autores mexicanos” como Vicente Riva Palacio, Juan A. Mateos, José María Roa Bárcena y Gonzalo A. Esteva. 
También había textos de historia de Manuel Orozco y Berra, y arqueología de Alfredo Chavero, ambos orientados a crear una conciencia cívica nacionalista. El motivo de estos textos era descubrir en los monumentos y vestigios de nuestra cultura, identidad nacional.
La revista difundía también la literatura dramática por medio de la publicación de obras como Pedro Landazuri, o Emilio Rey. Altamirano intentó educar al mexicano en la música y el teatro. Destacaron las litografías de Hesiquio Iriarte, que se relacionaban con el artículo, en el caso de biografías, Iriarte hacía una litografía del escritor  o si el artículo era sobre un monumento o lugar de la ciudad, el artista lo copiaba en un grabado.
La parte crítica, parte esencial de la revista, era la crónica que desempeñaba Altamirano publicada al principio de cada número en la que establece su tesis literaria y su posición nacionalista. Las crónicas de Altamirano revelan una cosmovisión del país contemplada por un hombre maduro que distingue los hechos que harían historia y los que cotidianamente contribuían a definir un México naciente.
En El Renacimiento se publica por primera vez Clemencia, una de las obras más importantes de Altamirano. También aparece el único intento de Justo Sierra por escribir una novela. Por otra parte se encuentran los ensayos críticos de Francisco Pimentel y de José María Roa Bárcena, de carácter conservador. 

## Fin de la revista
Después de haber cumplido con sus propósitos, la revista suspende su publicación dejando su influencia en próximos periódicos. En el último número de la revista aparecieron pocos artículos y en vez de la crónica semanal, Altamirano expresó una despedida, en la que mencionaba el gozo que lo llenaba el ver a los escritores mexicanos de regreso. La revista termina junto con el año (1869), y también con la muerte de Francisco Zarco, importante consejero de la revista. Fue corta la vida de esta importante revista, pero al cerrarse, no terminó el trabajo de este destacado grupo literario.
En 1894, Francisco Díaz de León confió a Enrique de Olavarría la ejecución de la segunda época de la empresa, este último convoca a los discípulos Altamirano para revivir El Renacimiento como homenaje al maestro. Respondieron  antiguos escritores y otros nuevos se unieron.  Esta segunda época duró del 2 de enero de 1894 al 24 de junio del mismo año. Con esto se abre paso a la Revista Azul y al modernismo mexicano. La revista había plantado la semilla del conocimiento y el trabajo en los nuevos escritores.

## Redactores
- Ignacio Ramírez
- José Sebastián Segura
- Guillermo Prieto
- Manuel Pereda
- Justo Sierra

### Colaboradores
- Manuel Payno
- Luis G. Ortiz
- Vicente Riva Palacio
- Aniceto Ortega
- Niceto de Zamacois
- José T. de Cuéllar
- Santiago Sierra
- Francisco Sosa
- José María Vigil